# Fagnano Olona
Fagnano Olona est une commune italienne d'environ 12 100 habitants située dans la province de Varèse dans la région Lombardie dans le nord de l'Italie.

## Toponymie
Le nom de la commune pourrait dériver du nom latin Fannius avec le suffixe -anus. La spécification se réfère à la position du pays sur la rive gauche du fleuve Olona.

## Monuments et patrimoine
- Castello Visconteo
- Il Castellazzo

## Administration
| Période                                  | Période  | Identité      | Étiquette | Qualité    |
| ---------------------------------------- | -------- | ------------- | --------- | ---------- |
| 8/6/2009                                 | En cours | Marco Roncari | Lega Nord | technicien |
| Les données manquantes sont à compléter. |          |               |           |            |

### Hameaux
Bergoro

### Communes limitrophes
| Cairate         |                              | Locate Varesino |
|                 | Fagnano Olona                | Gorla Maggiore  |
| Cassano Magnago | Busto Arsizio, Olgiate Olona | Solbiate Olona  |